# Tomas Scheckter
Tomas Scheckter, född den 21 september 1980 i Monte Carlo, är en sydafrikansk racerförare. Han är son till 1979 års världsmästare i formel 1 Jody Scheckter.

## Racingkarriär
Tomas Scheckter inledde sin formelbilskarriär i Brittiska F3-mästerskapet 2000, där han blev tvåa efter Antonio Pizzonia. Han blev redan då testförare för Jaguar Racing i F1, vilket han var i två år innan han fick sparken, officiellt på grund av att en vän till honom hade suttit och pratat med en prostituerad när Scheckter körde. Han hävdades ha skadat stallets rykte, men källor inom stallet sade att det bara var en ursäkt för cheferna att bli av med honom, och att Scheckter inte hade gjort något fel. Hans F1-drömmar var i och med det över. 
Tomas Scheckter flyttade till IndyCar Series, där han körde säsongen 2003 för Chip Ganassi Racing, efter att ha vunnit ett race under debutsäsongen 2002 med Cheever Racing. Hans tid i Ganassi koms mest ihåg för incidenten då han kolliderade med Kenny Bräck, vilket ledde till livshotande skador för Bräck. På banan blev Scheckter klart slagen av stallkamraten Scott Dixon, och medan Dixon vann titeln, slutade Scheckter sjua. Det räckte inte för att få stanna kvar i teamet.
2004 och 2005 körde Scheckter för Panther Racing, där han tog en seger; 2005 på Texas Motor Speedway. Säsongerna som sådana var inga större framgångar. Inför 2006 bytte han team till Vision Racing där han blev tia i serien, och han upprepade det resultatet 2007.